# رحبان (تعز)
رحبان هي إحدى قرى الجمهورية اليمنية. تتبع جغرافيا لمحافظة تعز وإداريًا لمديرية خدير. يبلغ تعداد سكانها 1793 نسمة حسب الإحصاء الذي أجري عام 2004.